# Dimităr Krasimirov Iliev
Dimităr Krasimirov Iliev (in bulgaro Димитър Красимиров Илиев?; Filippopoli, 25 settembre 1988) è un calciatore bulgaro, attaccante del Lokomotiv Plovdiv.

## Carriera

### Club
Prodotto del vivaio del Lokomotiv Plovdiv, esordisce in prima squadra non ancora sedicenne, l'11 settembre 2004, nella partita di Părva liga vinta per 4-1 in casa contro il Lokomotiv Sofia. Nel novembre 2004 sostiene un provino con il Chelsea. Veste per cinque anni e mezzo la casacca del Lokomotiv, mettendo a segno 14 gol in campionato.
Nel gennaio 2010 si trasferisce al CSKA Sofia, che lo gira ben presto al Minjor Pernik con la formula del prestito. Sarà prestato poi al Pirin Blagoevgrad, per poi passare a titolo definitivo al Montana nell'agosto 2011. Nel 2012 si trasferisce al Lokomotiv Sofia, dove trascorre due stagioni.
Nel 2014 si accasa al Wisła Płock, squadra polacca di cui veste la maglia per tre anni, ottenendo la promozione in Ekstraklasa al termine della stagione 2015-2016. Nel 2017 passa al Podbeskidzie, altra compagine polacca, dove rimane per una stagione.
Il 16 luglio 2018 fa ritorno al Lokomotiv Plovdiv, con contratto biennale. Nel 2018-2019 vince la Coppa di Bulgaria con la fascia di capitano, grazie al successo per 1-0 in finale contro i rivali cittadini del Botev Plovdiv. Il 2 agosto 2020 segna, all'ultimo minuto di gioco, il gol con cui il Lokomotiv Plovdiv batte per 1-0 il Ludogorec, aggiudicandosi la Supercoppa di Bulgaria. Nel 2019 e nel 2020 viene eletto Calciatore bulgaro dell'anno.

### Nazionale
Ha rappresentato varie selezioni minori bulgare. Ha esordito con la nazionale maggiore bulgara il 26 febbraio 2020, nell'amichevole persa per 1-0 contro la Bielorussia.

## Statistiche

### Cronologia presenze e reti in nazionale
| Cronologia completa delle presenze e delle reti in nazionale ― Bulgaria | Cronologia completa delle presenze e delle reti in nazionale ― Bulgaria | Cronologia completa delle presenze e delle reti in nazionale ― Bulgaria | Cronologia completa delle presenze e delle reti in nazionale ― Bulgaria | Cronologia completa delle presenze e delle reti in nazionale ― Bulgaria | Cronologia completa delle presenze e delle reti in nazionale ― Bulgaria | Cronologia completa delle presenze e delle reti in nazionale ― Bulgaria | Cronologia completa delle presenze e delle reti in nazionale ― Bulgaria |
| Data                                                                    | Città                                                                   | In casa                                                                 | Risultato                                                               | Ospiti                                                                  | Competizione                                                            | Reti                                                                    | Note                                                                    |
| ----------------------------------------------------------------------- | ----------------------------------------------------------------------- | ----------------------------------------------------------------------- | ----------------------------------------------------------------------- | ----------------------------------------------------------------------- | ----------------------------------------------------------------------- | ----------------------------------------------------------------------- | ----------------------------------------------------------------------- |
| 26-2-2020                                                               | Sofia                                                                   | Bulgaria                                                                | 0 – 1                                                                   | Bielorussia                                                             | Amichevole                                                              | -                                                                       | 46’                                                                     |
| 6-9-2020                                                                | Cardiff                                                                 | Galles                                                                  | 1 – 0                                                                   | Bulgaria                                                                | UEFA Nations League 2020-2021 - 1º turno                                | -                                                                       | 61’                                                                     |
| 11-10-2020                                                              | Helsinki                                                                | Finlandia                                                               | 2 – 0                                                                   | Bulgaria                                                                | UEFA Nations League 2020-2021 - 1º turno                                | -                                                                       | 75’                                                                     |
| 11-11-2020                                                              | Sofia                                                                   | Bulgaria                                                                | 3 – 0                                                                   | Gibilterra                                                              | Amichevole                                                              | 1                                                                       |                                                                         |
| 15-11-2020                                                              | Sofia                                                                   | Bulgaria                                                                | 1 – 2                                                                   | Finlandia                                                               | UEFA Nations League 2020-2021 - 1º turno                                | 1                                                                       | 65’                                                                     |
| 18-11-2020                                                              | Dublino                                                                 | Irlanda                                                                 | 2 – 0                                                                   | Bulgaria                                                                | UEFA Nations League 2020-2021 - 1º turno                                | -                                                                       | 81’                                                                     |
| 25-3-2021                                                               | Sofia                                                                   | Bulgaria                                                                | 1 – 3                                                                   | Svizzera                                                                | Qual. Mondiali 2022                                                     | -                                                                       | 46’                                                                     |
| 31-3-2021                                                               | Belfast                                                                 | Irlanda del Nord                                                        | 0 – 0                                                                   | Bulgaria                                                                | Qual. Mondiali 2022                                                     | -                                                                       | 46’                                                                     |
| 1-6-2021                                                                | Ried im Innkreis                                                        | Slovacchia                                                              | 1 – 1                                                                   | Bulgaria                                                                | Amichevole                                                              | -                                                                       | 46’                                                                     |
| 8-6-2021                                                                | Saint-Denis                                                             | Francia                                                                 | 3 – 0                                                                   | Bulgaria                                                                | Amichevole                                                              | -                                                                       | 56’                                                                     |
| 5-9-2021                                                                | Sofia                                                                   | Bulgaria                                                                | 1 – 0                                                                   | Lituania                                                                | Qual. Mondiali 2022                                                     | -                                                                       | 57’                                                                     |
| 8-9-2021                                                                | Sofia                                                                   | Bulgaria                                                                | 4 – 1                                                                   | Georgia                                                                 | Amichevole                                                              | 1                                                                       | 74’                                                                     |
| 9-10-2021                                                               | Vilnius                                                                 | Lituania                                                                | 3 – 1                                                                   | Bulgaria                                                                | Qual. Mondiali 2022                                                     | -                                                                       | 72’                                                                     |
| Totale                                                                  |                                                                         | Presenze                                                                | 13                                                                      |                                                                         | Reti                                                                    | 3                                                                       |                                                                         |

## Palmarès

### Club

#### Competizioni nazionali
- Coppa di Bulgaria: 2

Lokomotiv Plovdiv: 2018-2019, 2019-2020
- Supercoppa di Bulgaria: 1

Lokomotiv Plovdiv: 2020

### Individuale
- Calciatore bulgaro dell'anno: 2

2019, 2020